# Épreuves sportives combinées

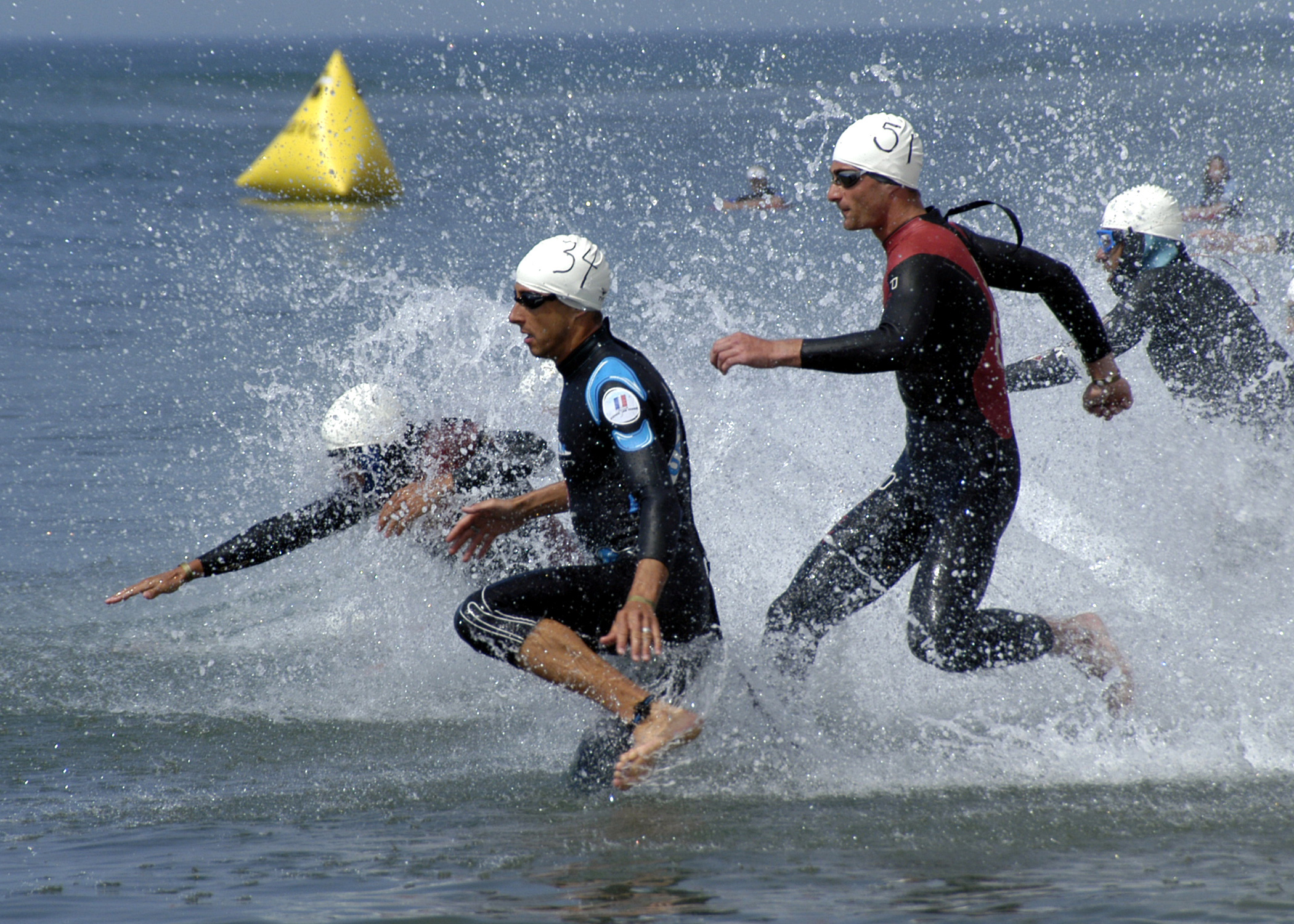
Triathlon

Les épreuves sportives combinées sont des compétitions sportives associant plusieurs disciplines, soit d'athlétisme (heptathlon, décathlon), soit de disciplines aussi éloignées que la natation et l'escrime ou l'équitation et le cyclisme. Les épreuves peuvent être enchainées comme pour le triathlon ou séparées sur plusieurs jours comme pour le pentathlon par exemple. 

## Combinaisons doubles
Ces termes suivants désignent un combiné de deux sports différents qui se pratiquent au cours de diverses saisons et sur divers terrains:
- Le duathlon : discipline enchainant course à pied, cyclisme sur route et course à pied ; c'est une pratique dérivée du triathlon.
- Le cross duathlon ou vétathlon, combine VTT et trail.
- Le duathlon des neiges (FFTri) : qui enchaine course à pied, ski de fond, course à pied.

- L'aquathlon est un enchaînement de natation et de course à pied sur différentes distances.

- L'aquabike : enchaine natation en eau libre et cyclisme sur route sur moyenne et longue distance.

- Le biathlon : sport de neige (initialement destiné à l'entraînement militaire), constitué par une course de ski de fond en technique libre entrecoupée par au moins deux séances de tir à la carabine sur cibles immobiles (position couché et debout alterné).

- Le biathlon d'été : variante estivale du biathlon qui existe sous deux formes : soit avec une course de cross-country (biathlon cross), soit avec une course de rollerski (biathlon roller).

- Le combiné nordique est une épreuve alliant le saut à ski et le ski de fond.

- Le combiné et le super-combiné en ski alpin. Le combiné est traditionnellement constitué d'une descente et d'un slalom qui s'effectue en deux manches. Récemment, la discipline a évolué avec la création d'une épreuve plus courte, le super-combiné. Il s'agit d'une descente raccourcie et d'une seule manche de slalom.

- Le Ride an run qui se pratique en équipe et qui alterne course à pied et monte d'un cheval.
- Le Run and bike qui se pratique en équipe et généralement sur terrain accidenté. Combine course à pied et VTT.

- Le Run archery est une discipline internationale combinant le tir à l'arc et la course à pied.

- Le skiathlon  est une épreuve de ski de fond commençant en technique classique, et se poursuivant en technique libre.

- Le swimrun est une épreuve nature alternant portion de trail et portion de natation en eau libre sans zone de transition. Les distances varient de 10 km à 65 km ou plus. Il se pratique principalement en binômes.

## Combinaisons triples
Ces épreuves visent à enchainer, dans une même compétition, trois sports différents.
- Le triathlon : il combine natation, course cycliste sur route et course à pied. Un triathlon « distance standard » (distance M) comporte une épreuves de natation 1,5 km,  sur 40 km de vélo de route, et se termine par 10 km de course à pied sur route. Parmi les plus longs on trouve les Ironman (homme de fer), qui demandent l'enchaînement de 3,8 km de natation, 180 km de vélo et se terminent par un marathon (42,195 km).

- Le triathlon d'hiver existe sous deux formes : course à pied, VTT et ski de fond, ou  course en raquettes, patinage de vitesse et ski de fond (S3).

- Le cross triathlon, connu sous le nom de : « triathlon nature », de « TNatura » ou de Xterra et qui combine natation, VTT et trail

## Combinaisons multiples
- Le quadrathlon (en) ou quadriathlon, qui rajoute une épreuve de Canoë-kayak aux disciplines traditionnelles du triathlon.
- Le pentathlon moderne, sport qui combine natation, course à pied, équitation, escrime, tir au pistolet.
- Le micronesian all around, sport qui comporte quatre épreuves pour les femmes, cinq pour les hommes, caractéristiques de la Micronésie.
- En athlétisme on trouve plusieurs combinaison multiples comme le décathlon, l'heptathlon ou encore le  pentathlon.